# Stanislav Andreski
Stanisław Andrzejewski o Andreski (Częstochowa, 8 maggio 1919 – Reading, 26 settembre 2007) è stato un sociologo polacco naturalizzato inglese, conosciuto principalmente per la sua forte opposizione alla "pretenziosa e nebulosa verbosità" endemica nell'attuale mondo delle scienze sociali. In particolare, la denuncia di tale fenomeno è ferocemente espressa nel suo classico Social Sciences as Sorcery (1972), tradotto in italiano come Le Scienze Sociali come stregonerie.
Presso la University of Reading (in Gran Bretagna), divenne professore di sociologia nel dipartimento che fondò nel 1965.

## Biografia
Andreski nacque a Częstochowa, in Polonia. Suo padre era un commerciante polacco. Terminati gli studi di base, studiò economia all'università di Poznań, ma nel 1939 a seguito dell'invasione della Polonia da parte tedesca e sovietica, fu richiamato come ufficiale cadetto e inviato sul fronte orientale. Catturato dai sovietici, riuscì a scappare e ritornare a Poznań passando per i territori occupati dai tedeschi e dai sovietici. Il viaggio fu molto pericoloso, perché Andreski era considerato un nemico da entrambi gli eserciti occupanti, e sarebbe stato certamente giustiziato se catturato. A Capodanno del 1940, assieme a un amico, oltrepassarono il "confine verde" della Slovacchia, all'epoca controllata dai tedeschi, e raggiunsero in treno l'Ungheria. Senza documenti di viaggio o visti, i due riuscirono a non destare sospetti facendo finta di leggere giornali tedeschi, e quindi passando per dei cittadini tedeschi.
Riuscì quindi a scappare nel Regno Unito, dove si unì alla Free Polish Army, una branca dell'esercito inglese composta da esuli polacchi che combatterono a fianco degli alleati sul fronte occidentale. Nel frattempo si iscrisse alla London School of Economics, dove frequentò un corso extramurale di economia, con un'attenzione particolare per la sociologia. Fu allora che Andreski iniziò a essere affascinato dalle idee di Max Weber,soprattutto in storia economica, e fu incoraggiato dal famoso sociologo Karl Mannheim, che incontrò proprio alla LSE, a studiare le opere del sociologo tedesco, in particolare i concetti di Wirtschaft und Gessellschaft. Verso la fine della guerra, fu inviato in Germania assieme al corpo di spedizione inglese, e lì poté procurarsi le opere di Weber in cambio di cibo e sigarette.
Nel 1953 conseguì un dottorato di ricerca alla LSE, e immediatamente fu assunto presso la Rhodes University College in Sud Africa. Lì incontrò l'antropologo Alfred Radcliffe-Brown e lo introdusse agli scritti di Weber. Successivamente tenne lezioni in Cile, Nigeria, Stati Uniti, Canada e Giappone. Nel 1964 divenne cofondatore del dipartimento di sociologia presso l'università di Reading, e lì lavorò come professore e poi direttore del dipartimento sino al suo ritiro nel 1984.

## Social Sciences as Sorcery
È probabilmente il capolavoro dell'Andreski, il suo libro più ispirato e più sentito.
L'autore si interroga sul fenomeno, dilagante nel campo delle scienze sociali, dell'utilizzo sempre più spinto di un gergo oscuro e mistificante. A suo parere ciò costituirebbe semplicemente un espediente escogitato da parte di studiosi mediocri incapaci di portare nuovi effettivi contributi al sapere umano.
Egli si scaglia anche contro l'uso fuori contesto di formule matematiche (o meglio pseudo-matematiche) impiegate come veri e propri strumenti di persuasione. Andreski non fa critiche anonime: lo stesso Claude Lévi-Strauss con le "formule canoniche" del suo Mitologica è ripetutamente bersagliato.
Nonostante la sua indignazione, Andreski mantiene sempre il suo equilibrio e soprattutto la sua tagliente ironia rimanendo fedele alla sua opinione secondo cui "un valido indice del valore di un sociologo in quanto osservatore degli affari umani è fornito dal suo senso dell'umorismo".

## Opere principali
- Military organization and society (London, Routledge & Paul, 1954, 2nd edition 1968.)
- Elements of Comparative Sociology (London: Weidenfeld and Nicolson, 1964). Pubblicato in USA come The Uses of Comparative Sociology (Berkeley, University of California Press, 1965)
- The African Predicament: A Study in the Pathology of Modernization (London: M. Joseph, 1968)
- Parasitism and Subversion: the Case of Latin America (London: Weidenfeld and Nicolson, 1966)
- Social Sciences as Sorcery (London: Andre Deutsch, 1972)
- Prospects of a Revolution in the U.S.A., (1973)
- Syphilis, Puritanism and Witch-hunts (1989, Macmillan Press, Ltd., London)

Gli ammiratori dell'opera di Andreski probabilmente apprezzeranno i lavori dell'antropologo americano Edward T. Hall.